# Wolmaransstad
 Wolmaransstad es una localidad sudafricana ubicada en el Distrito Municipal de Dr. Kenneth Kaunda fundada en 1876 de casi 3700 habitantes

## Historia
Se fundó sobre una granja de maíz y queda cerca de minas de diamantes.